# Julio César Domínguez
Julio César Domínguez, né le 8 novembre 1987 à Arriaga au Mexique, est un footballeur  international mexicain qui évolue au poste de défenseur central avec le club de l'Atlético de San Luis.

## Biographie

### En club
Julio César Domínguez réalise l'intégralité de sa carrière professionnelle avec le club de Cruz Azul. Il dispute avec cette équipe plus de 450 matchs en première division mexicaine. Le 15 novembre 2007, il inscrit son seul et unique doublé en championnat, lors des plays-offs, contre le CF Pachuca.
Il joue également 35 matchs en Ligue des champions de la CONCACAF, inscrivant un but. Il remporte la Ligue des champions en 2014, en battant le Deportivo Toluca en finale. Il s'illustre lors des demi-finales en inscrivant un but face au Club Tijuana.
En 2014, il participe à la Coupe du monde des clubs (trois matchs joués).
En 2018, il remporte la Coupe du Mexique, en battant le CF Monterrey en finale. Par la suite, en 2019, il gagne la Supercoupe des coupes du Mexique, en s'imposant face au Club Necaxa. Il remporte ensuite la Leagues Cup 2019, en battant les Tigres UANL en finale.

### En équipe nationale
Avec les moins de 20 ans, il participe à la Coupe du monde des moins de 20 ans en 2007. Lors du mondial junior organisé au Canada, il officie comme titulaire et joue cinq matchs. Il se met en évidence en délivrant une passe décisive en phase de groupe contre le Portugal. Le Mexique s'incline en quart de finale face à l'Argentine.
Julio César Domínguez reçoit 17 sélections en équipe du Mexique entre 2007 et 2018, sans inscrire de but.
Il reçoit sa première sélection en équipe nationale le 22 août 2007, en amical contre la Colombie (défaite 1-0). Il joue son dernier match le 20 novembre 2018, en amical contre l'équipe d'Argentine (défaite 2-0).
En 2015, il est retenu par le sélectionneur Ramón Díaz afin de participer à la Copa América organisée au Brésil. Lors de cette compétition, il joue trois matchs.

## Palmarès
- Vainqueur de la Ligue des champions de la CONCACAF en 2014
- Finaliste de la Ligue des champions de la CONCACAF en 2009 et 2010
- Vainqueur de la Coupe du Mexique en 2013 (Clausura) et en 2018 (Apertura)
- Vainqueur de la Supercoupe des coupes du Mexique en 2018
- Vainqueur de la Leagues Cup en 2019